# Philodromus depriesteri
Philodromus depriesteri es una especie de araña cangrejo del género Philodromus, familia Philodromidae. Fue descrita científicamente por Braun en 1965.
Se sabe que existen dos ejemplares hembras de esta especie en el Museo Senckenberg de Historia Natural. En ellas se presentan algunas malformaciones. En Algovia, Alemania, también se encontró un ejemplar parasitado en agosto de 2012. En este caso, esta especie presentaba un gusano parásito de 10 centímetros de longitud.
Braun llegó a tener dudas sobre la relevancia y existencia de esta especie en su descripción inicial. Sin embargo, Philodromus depriesteri fue finalmente identificada por una especie de gusano adherido.

## Distribución
Se cree que esta especie habita en Austria y Alemania. Inicialmente, Philodromus depriesteri fue encontrada en dos localidades: Krimml (Austria) y Geisenheim (Alemania).